# Маковецкий, Пётр Васильевич
Пётр Васи́льевич Макове́цкий (29 сентября 1922, Менютево, Белицкий сельсовет, Сенненский район, Витебская область, ССРБ — 1980, Ленинград, РСФСР, СССР) — советский физик и популяризатор науки, автор популярного сборника задач по физике и астрономии «Смотри в корень» (1966). Кандидат технических наук, многолетний преподаватель Ленинградского института авиаприборостроения (ЛИАП).

## Биография
В 1939 году с отличием окончил школу № 1 города Сенно, переехал в Ленинград, где поступил в Ленинградский горный институт. В 1940 году был призван на Балтийский флот, служил стереоскопистом-дальномерщиком 593-й батареи 59-го зенитного артдивизиона, участвовал в Великой Отечественной войне, награждён медалью «За боевые заслуги» (1945). Демобилизовался в 1946 году, тогда же поступил на радиотехнический факультет Ленинградского института авиаприборостроения, по окончании которого остался работать в ЛИАП преподавателем на кафедре радиотехнических систем. С 1951 года в аспирантуре, затем работал доцентом кафедры радиолокации до конца жизни. Опубликовал около 80 научных работ по оптике, акустике, телевидению, радиолокации; выдвинул ряд оригинальных идей, касающихся связи с внеземными цивилизациями. В 1966 году выпустил сборник задач по физике и астрономии (согласно авторскому определению — «сборник любопытных задач и вопросов») «Смотри в корень», выдержавший в СССР шесть изданий и переведённый на болгарский, испанский, латышский, немецкий, румынский, украинский и чешский языки.
В бывшем Ленинградском институте авиаприборостроения (ныне — Санкт-Петербургский государственный университет аэрокосмического приборостроения) учреждена стипендия имени П. В. Маковецкого лучшим студентам факультета радиотехники, электроники и связи по исследовательской работе.

### Книги
- Маковецкий П. В. Смотри в корень! : Сборник любопытных задач и вопросов. — М. : Наука. Гл. ред. физ.-мат. лит-ры, 1966. — 232 с. : ил. — 40 000 экз.
  - [То же]. — Изд. 2-е, перераб. и доп. — 1968. — 336 с. : ил. — 100 000 экз.
  - [То же]. — Изд. 3-е, испр. и доп. — 1976. — 448 с. : ил. — 380 000 экз.
  - [То же]. — Изд. 4-е, испр. и доп. — 1979. — 384 с. : ил. — 500 000 экз.
  - [То же]. — Изд. 5-е, испр. — 1984. — 288 с. : ил. — 500 000 экз.
  - [То же]. — Изд. 6-е. — 1991. — 350, [1] с. : ил. — 300 000 экз. — ISBN 5-02-014046-5.
- Маковецкий П. В., Васильев В. Г. Отражение радиолокационных сигналов : Лекции / М-во высш. и сред. спец. образования РСФСР. Ленингр. ин-т авиац. приборостроения. — Л. : [ЛИАП], 1975. — 60 с. : черт.
- Маковецкий П. В., Охонский А. Г., Поддубный С. С. Сложные сигналы : учебно-метод. пособие / М-во образования и науки Рос. Федерации, С.-Петерб. гос. ун-т аэрокосм. приборостроения. — СПб. : СПбГУАП, 2010. — 71 с. : ил. — ISBN 978-5-8088-0564-4.

### Статьи
- Маковецкий П. В. Проблема первого контакта // В полёт (ЛИАП). — 1973. — № 21. — С. 222—224.
- Маковецкий П. В. О структуре позывных внеземных цивилизаций // Астрономический журнал. — 1976. — Т. 53, № 1. — С. 221—224.
- Маковецкий П. В. Новая Лебедя — синхросигнал для внеземных цивилизаций // Труды ЛИАП. — 1976. — Т. 98. — С. 137.
- Маковецкий П. В. Позывные внеземных цивилизаций типа πƒH и эффект Доплера // Межвузовский сборник. — Л. : Ленинградский электротехнический институт, 1977. — № 118. — С. 150—155.
- Маковецкий П. В. Уменьшение неопределённости при поиске внеземных цивилизаций // Астрономический журнал. — 1977. — Т. 54, № 2. — С. 449—451.
- Маковецкий П. В. Эффективность привязки позывных внеземных цивилизаций к естественным явлениям // Радиофизика. — 1978. — Т. 21, № 1. — С. 139—141.
- Маковецкий П. В. Позывные внеземных цивилизаций: что, где и когда искать // Знание — сила. — 1978. — № 8. — С. 46—48.
- Маковецкий П. В. Эффективность привязки позывных внеземных цивилизаций к естественным явлениям // Известия вузов. Радиофизика. — 1978. — Т. 21. — С. 139.
- Маковецкий П. В., Петрович Н. Т., Троицкий В. С. Проблема внеземных цивилизаций — проблема поиска // Вопросы философии. — 1979. — № 4. — С. 47.
  - [То же] // Проблема поиска внеземных цивилизаций. — М. : Наука, 1981. — С. 83—96.
- (en) Makovetskii P. V. Mutual strategy of search for CETI call signals // Icarus. — 1980. — Vol. 41. — P. 178.
- Маковецкий П. В. Радиосвязная стратегия поиска внеземных цивилизаций // Проблема поиска внеземных цивилизаций. — Наука, 1981. — С. 97—121.